# Sergentomyia fangianensis
Sergentomyia fangianensis är en tvåvingeart som först beskrevs av Charles William Leng 1964.  Sergentomyia fangianensis ingår i släktet Sergentomyia och familjen fjärilsmyggor. Inga underarter finns listade i Catalogue of Life.